# Club Sportivo Jorge Chávez
El Sportivo Jorge Chávez del Callao fue un club de fútbol peruano, ubicado en la ciudad del Callao. Fue fundado en 1913 y participó de la Primera y Segunda División del Perú.

## Historia
El club fue fundado el 7 de julio de 1913 en la calle Cuzco del Callao llevando su nombre en honor al aviador peruano Jorge Chávez. Sus fundadores fueron Pedro Valega, Enrique Álvarez, Fermín Flores y Frank Runciman, todos estudiantes del Callao High School (actual Colegio América). Se le conoció como Jorge Chávez N° 2 (segundo club chalaco con esta denominación) para diferenciarlo del equipo limeño del mismo nombre, Jorge Chávez Nº 1, fundado años antes. Posteriormente utilizó su nombre completo.
Jugó en la Primera División en 1928 y 1929 perdiendo la categoría en ese último año tras finalizar en penúltimo lugar. En los años siguientes participó de la División Intermedia, luego de la Liga del Callao y posteriormente de la Liga Regional de Lima y Callao.
Fue campeón de la Liga Regional de 1943 subiendo a Segunda División. En 1947 logró el título de la Segunda luego de un triunfo en la penúltima fecha frente al Telmo Carbajo 4-2 consiguiendo el retorno a Primera.
En la Primera División de 1948 finalizó en último lugar descendiendo junto al Ciclista Lima. Al año siguiente vuelve a campeonar en Segunda tras vencer 2-0 al Santiago Barranco en la penúltima fecha logrando, junto a Ciclista, un rápido regreso a Primera. Sin embargo nuevamente fue último en el Campeonato de 1950 descendiendo una vez más.
En la Segunda de 1955 finalizó en último lugar y perdió la categoría. Jugó en la Liga Amateur del Callao hasta 1969 cuando desapareció.

## Datos del club
- Temporadas en Primera División: 4 (1928-1929, 1948 y 1950).
- Temporadas en Segunda División: 10 (1944-1947, 1949 y 1951-1955).

## Uniforme
- Uniforme principal: Camiseta roja, short blanco, medias rojas.
- Uniforme alternativo: Camiseta roja con rayas blancas, short negro, medias blancas.

#### Evolución Indumentaria (1913-1969)
| Titular 1 | Titular 2 | Titular 3 | Titular 4 | Titular 5 | Titular 6 | Titular 7 | Titular 8 | Titular 9 | Titular 10 |

## Entrenadores
- Mario Pacheco (1947-1948)
- Enrique Aróstegui (1950)

## Palmarés
- Segunda División del Perú (2): 1947, 1949.
- Liga Regional de Lima y Callao (1): 1943.
- Subcampeón de Primera División del Perú (1): 1918.
- Subcampeón de la Liga del Callao (2): 1933, 1938.
- Subcampeón de Intermedia de la Liga del Callao (1): 1932.

## Nota
- En el Callao, existió otro club chalaco denominado Jorge Chávez fundado en 1900. Este club participó en la difusión del fútbol en el Callao y luego integró la Liga Peruana de 1912. Mucho antes que el Sportivo Jorge Chávez.